# Ligue professionnelle de hockey féminin
 (mai 2025).
Les normes d'accessibilité du Web doivent être respectées sur les articles liés au hockey sur glace.
Les articles possédant ce bandeau sont listés dans la catégorie:Article hockey sur glace non accessible.
Les points d'amélioration suivants sont les cas les plus fréquents :
- Tableaux de données : utiliser les modèles préformatés déjà disponibles ou consulter l'aide ;
- Listes à puces : les listes à puces sont créées grâces aux astérisques. Il ne doit pas y avoir de ligne vide entre deux astérisques ;
- Langue : tout changement de langue doit être signalé grâce au modèle {{langue}} ou au paramètrelangue=quand le modèle {{Lien web}} est utilisé dans les références ;
- Alternative textuelle : toute image doit être accompagnée d'une description sommaire (à ne pas confondre avec la légende).

Voir aussi Wikipédia:Atelier accessibilité/Bonnes pratiques.
Nota : ce bandeau ne concerne pas les problèmes d'accessibilité dus aux modèles utilisés.
La Ligue professionnelle de hockey féminin (LPHF ; en anglais Professional Women's Hockey League ou PWHL) est une ligue professionnelle de hockey sur glace en Amérique du Nord. Elle comprend quatre équipes au Canada et quatre équipes aux États-Unis. Les équipes disputent une saison régulière pour obtenir l'une des quatre places dans un tournoi d'après-saison qui détermine le vainqueur de la coupe Walter. La LPHF est détenue et gérée à 100 % par le Mark Walter Group.
Les différences entre la LPHF et les autres ligues de hockey professionnel nord-américaines sont notamment un système de points 3-2-1-0, l'annulation des pénalités après un but en infériorité numérique, des tirs au but au meilleur des cinq manches et des restrictions plus importantes sur les mises en échec. Les matchs de la ligue sont diffusés à l'échelle nationale au Canada par CBC et TSN, leurs filiales francophones Radio-Canada et RDS, et dans les deux langues sur Amazon Prime Video. Aux États-Unis, la ligue est diffusée par des réseaux sportifs régionaux basés dans chaque ville américaine possédant une équipe. Elle est diffusée en continu sur YouTube au niveau international, à l'exception du Canada, ainsi que sur Nova Sport en République tchèque et en Slovaquie.
L'effondrement de la Ligue canadienne de hockey féminin en 2019 a conduit à la création de l'Association des joueuses professionnelles de hockey (PWHPA), une organisation à but non lucratif qui milite en faveur d'un plus grand professionnalisme dans le hockey sur glace féminin. Les membres de la PWHPA ont boycotté les ligues existantes, y compris la Fédération première de hockey (FPH), dans le but d'établir une ligue professionnelle stable et unifiée, et ont travaillé à l'élaboration d'une convention collective avec Mark Walter et Billie Jean King Enterprises. Le groupe Mark Walter a acquis les actifs de la FPH après la saison 2022-23. Par la suite, la PWHPA a travaillé avec le groupe Mark Walter pour établir une ligue unifiée avec une nouvelle propriété et une nouvelle gestion. La première sélection de la ligue a eu lieu en septembre 2023 et sa première saison a débuté en janvier 2024.

## Historique

### Antécédents et PWHPA
Le hockey féminin professionnel de haut niveau en Amérique du Nord s'est développé par à-coups depuis la fin du XXe siècle. La Ligue national de Hockey Féminin (LNHF) a été lancée en 1999, avec des équipes principalement de l'Ontario et du Québec. Certaines équipes de l'ouest du Canada ont participé à des compétitions de manière intermittente, mais une ligue de hockey féminin de l'ouest a été créée en 2004. La Ligue canadienne de hockey féminin (LCHF) a effectivement remplacé la LNHF et a fonctionné pendant douze saisons, de 2007 à 2019, les équipes se disputant la coupe Clarkson. La LCHF, qui fonctionnait sur une base non lucrative, ne payait pas de salaires aux joueuses, mais elle offrait parfois des allocations et des primes, car elle aspirait à devenir une ligue professionnelle. Une nouvelle Ligue nationale de hockey féminin - plus tard rebaptisée la Fédération première de Hockey  - qui offrait des salaires aux joueuses, a été créée aux États-Unis en 2015, avant de s'étendre au Canada en 2020. Cependant, après la dissolution de la CWHL, des centaines de joueuses de premier plan, dont des athlètes olympiques canadiennes et américaines, ont fondé l'Association des joueuses de hockey professionnel (PWHPA) et ont décidé de boycotter les ligues existantes afin de créer une ligue professionnelle unifiée et financièrement stable. Entre-temps, la PWHPA a établi des partenariats avec des entreprises commanditaires et des équipes de la Ligue nationale de hockey, et a organisé des tournois d'exhibition afin d'obtenir du soutien pour son objectif.

### Match des étoiles de la LNH
Le 15 janvier 2024, la Ligue nationale de hockey (LNH) et la LPHF annoncent que 24 joueuses de la LPHF participeront à une confrontation de 20 minutes à trois contre trois, dans le cadre du Match des étoiles de la Ligue nationale de hockey le 1er février 2024 à la Scotiabank Arena de Toronto. Deux équipes s'affronteront : l'équipe King dirigée par Cassie Campbell-Pascall et l'équipe Kloss dirigée par Meghan Duggan. Les équipes sont nommées en l'honneur de Billie Jean King et Ilana Kloss, instigatrices et membres du conseil consultatif de la LPHF,. L'équipe King remporte le match 5 à 3. Savannah Harmon s'illustre en complétant un tour du chapeau en plus d'obtenir deux aides, participant ainsi à tous les buts de l'équipe gagnante.

### Saison fondatrice et inaugurale
La création de la Ligue professionnelle de hockey féminin a été annoncée par Mark Walter Group en août 2023, de même que l'emplacement de ses six équipes fondatrices, soit Boston, Minneapolis-St. Paul, Montréal, New York, Ottawa et Toronto. Les équipes ont commencé à constituer leurs listes cet été-là, avec une période initiale de dix jours pour signer trois joueuses Emily Clark, Brianne Jenner et Emerance Maschmeyer sont devenues les premières joueuses de la ligue lorsqu'elles ont signé avec Ottawa. La sélection inaugurale a eu lieu en septembre au Canadian Broadcasting Centre de Toronto, où le Minnesota a choisi Taylor Heise comme premier choix d'une sélection de quinze rondes et de quatre-vingt-dix joueurs parmi 286 joueurs admissibles. La ligue a annoncé qu'en raison de contraintes de temps, les équipes ne recevraient pas de surnom avant la fin de la saison inaugurale et porteraient des maillots portant le nom de la localité de l'équipe dans un mot-symbole en diagonale.
Avant le début de la saison inaugurale, les six équipes se sont réunies au Centre Nexus de l'Université d'Utica au début du mois de décembre pour un camp d'évaluation de cinq jours, y compris des mêlées qui ont servi à expérimenter les nouvelles règles. Le premier match a eu lieu le 1er janvier 2024, lorsque Toronto a accueilli New York au Mattamy Athletic Centre. Ella Shelton, de New York, a marqué le premier but de la ligue en route vers une victoire de 4-0 L'auditoire canadien de 2,9 millions de téléspectateurs a été le plus important pour une émission de sport ou de divertissement ce jour-là, devançant la Classique d'hiver 2024 de la LNH. Le record d'assistance pour un match professionnel de hockey sur glace féminin sera établi à plusieurs reprises au cours de la saison suivante : 8 318 lors du premier match à domicile d'Ottawa au TD Place Arena le 2 janvier 2024 ; 13 316 lors du premier match à domicile du Minnesota au Xcel Energy Center le 6 janvier; 19 285 lors du match inaugural « Battle on Bay Street » au Scotiabank Arena le 16 février ; et 21 105 lors du match « Duel at the Top » au Centre Bell le 20 avril. Ces deux derniers matchs ont attiré les plus grandes foules de l'histoire du hockey sur glace féminin, dépassant les 18 013 personnes qui ont regardé le Canada affronter la Finlande lors du Championnat du monde féminin de 2013.
Toronto a terminé au sommet du classement à la fin de la saison inaugurale et a choisi d'affronter Minnesota, quatrième, au premier tour des séries éliminatoires, laissant Montréal et Boston jouer l'autre série Minnesota a battu Toronto dans une série de cinq matchs, tandis que Boston a battu Montréal dans trois matchs consécutifs, chaque décision ayant été prise en prolongation. En finale, le Minnesota a battu Boston dans une série de cinq matchs pour remporter le premier championnat de la Coupe Walter. Natalie Spooner a été la première championne des marqueurs de la ligue et la première lauréate du prix Bill Jean King de la joueuse la plus utile de la ligue, tandis que Taylor Heise a été le meilleur marqueur des séries éliminatoires et a reçu le titre de joueuse la plus utile de l'après-saison.
Lors d'une rencontre entre l'équipe de Montréal et l'équipe du Minnesota le 6 janvier 2024, Grace Zumwinkle devient la première joueuse de l'histoire de la LPHF à réussir un tour du chapeau.

### Première transaction
Les équipes du Minnesota et de Boston sont les premières à effectuer un échange de joueuses dans la LPHF le 11 février 2024. Minnesota obtient les services de la défenseuse Sophie Jaques en échange de l'attaquante Susanna Tapani et de la défenseuse Abby Cook cédées à Boston.

### Expansion
Le 23 avril 2025, la LPHF annonce la venue d'une nouvelle équipe dès la prochaine saison qui serait basée à Vancouver. Elle annonce également la possibilité qu'une deuxième équipe d'expansion pour la prochaine saison soit annoncée plus tard cette année.

## Joueuses
Lors du lancement de la ligue, la majorité des joueuses est sélectionnée lors d'un repêchage qui a lieu le 18 septembre 2023.
Les joueuses sélectionnées aux six premiers rangs sont, dans l'ordre, Taylor Heise (USA/Minnesota), Jocelyne Larocque (CAN/Toronto), Alina Müller (SUI/Boston), Ella Shelton (CAN/New York), Savannah Harmon (USA/Ottawa) et Erin Ambrose (CAN/Montréal).
La Suissesse Alina Müller est la seule européenne des trois premiers tours. Au total, il y a quinze tours et 90 joueuses, dont 47 canadiennes, 29 américaines, 13 européennes (1 autrichienne, 5 tchèques, 1 allemande, 2 finlandaises, 1 française, 1 suissesse et 2 suédoises) et 1 chinoise.
Dès la fin de la première saison, en 2024, la ligue met en place une journée de draft LPHF annuelle, comme dans les autres ligues nord américaines.

## Équipes
| Équipe               | Localisation                             | Salle                | Capacitée | Création |
| -------------------- | ---------------------------------------- | -------------------- | --------- | -------- |
| Charge d'Ottawa      | Ottawa (Ontario), Canada                 | TD Place Arena       | 8,585     | 2023     |
| Fleet de Boston      | Lowell (Massachusetts), États-Unis       | Centre Tsongas       | 6,003     | 2023     |
| Frost du Minnesota   | Saint Paul (Minnesota), États-Unis       | Xcel Energy Center   | 17,954    | 2023     |
| LPHF Seattle         | Seattle (Washington), États-Unis         | Climate Pledge Arena | 17,151    | 2025     |
| LPHF Vancouver       | Vancouver (Colombie-Britannique), Canada | Pacific Coliseum     | 16,281    | 2025     |
| Sceptres de Toronto  | Toronto (Ontario), Canada                | Coca-Cola Coliseum   | 8,100     | 2023     |
| Sirens de New York   | Newark (New Jersey), États-Unis          | Prudential Center    | 16,514    | 2023     |
| Victoire de Montréal | Laval (Québec), Canada                   | Place Bell           | 10,062    | 2023     |

## Matchs évènements
En cours de la première saison, en 2024, des matchs dans des centres sportifs plus grands sont ajoutés. Ainsi, le 16 février 2024, un match a lieu au Scotiabank Arena, l'amphithéâtre des Maple Leafs de Toronto, entre l'équipe de Montréal et l'équipe de Toronto que cette dernière remporte 3-0 devant une foule record de 19 285 spectateurs, la plus grande assistance pour un match de hockey féminin, battant la marque précédente établie à Ottawa lors du Championnat du monde féminin de hockey sur glace 2013. Ce record est cependant battu deux mois plus tard, le 20 avril 2024, lors d'une partie entre ces deux mêmes équipes que Toronto remporte 3-2, cette fois au Centre Bell, l'amphithéâtre des Canadiens de Montréal, rempli à pleine capacité, soit 21 105 spectateurs,.
Le 27 février 2024, un match entre les équipes de Toronto et du Minnesota a lieu au 3M Arena at Mariucci (en). Le 16 mars 2024, les équipes de Boston et d'Ottawa se rencontrent en terrain neutre au Little Caesars Arena, l'aréna des Red Wings de Détroit, et le 17 mars 2024, les équipes de Toronto et de Montréal se rencontrent aussi en terrain neutre au PPG Paints Arena, la patinoire des Penguins de Pittsburgh. Le Prudential Center, domicile des Devils du New Jersey, devient une autre des patinoires de la Ligue nationale de hockey à être utilisée par la LPHF lors d'une rencontre entre les équipes d'Ottawa et de Boston le 20 avril 2024.
Dans le cadre de la Grande Tournée de la LPHF de la saison 2024-2025, le Centre Vidéotron à Québec accueille un match entre la Charge d'Ottawa et la Victoire de Montréal le 19 janvier 2025, devant une assistance de 18 259 spectateurs (pleine capacité). La Victoire remporte le match 2 à 1 et son attaquante Catherine Dubois, native de Charlesbourg, maintenant un quartier de Québec, marque le premier but de la partie.

## Trophées
Le 4 avril 2024, la Ligue professionnelle de hockey féminin annonce par voie de communiqué le nom du trophée qui sera décerné à l'équipe championne des séries éliminatoires de la ligue, soit la coupe Walter. Le 29 mai 2024, l'équipe du Minnesota devient la première équipe à remporter la coupe Walter à la suite de leur victoire contre l'équipe de Boston lors des premières séries éliminatoires de la LPHF.
| Saison  | Équipes | Récompenses collectives | Récompenses collectives          | Récompenses individuelles          | Récompenses individuelles                  | Récompenses individuelles                                            |
| Saison  | Équipes | Coupe Walter            | Saison régulière                 | Playoff MVP                        | Saison MVP                                 | Top scoreuse                                                         |
| ------- | ------- | ----------------------- | -------------------------------- | ---------------------------------- | ------------------------------------------ | -------------------------------------------------------------------- |
| 2023-24 | 6       | Équipe du Minnesota     | Équipe de Toronto (47 points)    | Taylor Heise (Équipe du Minnesota) | Natalie Spooner (Équipe de Toronto)        | Natalie Spooner (Équipe de Toronto)                                  |
| 2024-25 | 6       | Frost du Minnesota      | Victoire de Montréal (51 points) | Gwyneth Philips (Charge d'Ottawa)  | Marie-Philip Poulin (Victoire de Montréal) | Hilary Knight (Fleet de Boston) / Sarah Fillier (Sirens de New York) |